# Kapilarność materiału
Kapilarność materiałów – zdolność podciągania płynów ku górze przez kapilary.
Zjawisko to obserwujemy najczęściej w materiałach z mikroskopijnymi porami otwartymi lub w materiałach sypkich. Ze względu na kapilarność materiałów ściennych, układa się podczas wznoszenia budynków poziomą warstwę izolacji przeciwwilgociowej. Największa kapilarność występuje w materiałach mikroporowatych z otwartymi i połączonymi ze sobą porami (o średnicy poniżej 10−7m). W przypadku wody większe podciąganie wykazują materiały hydrofilowe niż hydrofobowe.
Wysokość podciągania wody wyraża się wzorem:
{\displaystyle H_{k}={\frac {2\sigma }{r\gamma }},}
gdzie:
{\displaystyle H_{k}} – wysokość kapilarnego podciągania wody [m],
{\displaystyle \sigma } – napięcie powierzchniowe wody [J/m²],
{\displaystyle r} – średnica kapilary [m],
{\displaystyle \gamma } – ciężar objętościowy [kN/m³].
Podciąganie kapilarne wyznaczamy ze wzoru:
{\displaystyle k={\frac {h}{t}},}
gdzie:
{\displaystyle k} – kapilarność [m/s],
{\displaystyle h} – wysokość na jaką podniósł się poziom cieczy [m],
{\displaystyle t} – czas umieszczenia próbki w cieczy [s].